# Kraljevina Navara
Kraljevina Navara (bas. Nafarroako Erresuma, špa. Reino de Navarra, fra. Royaume de Navare, lat. Regnum Navarrae), prvotno Kraljevina Pamplona, bila je monarhija čiji je teritorij zauzimao zemlje s obje strane Pirineja na njihovoj atlantskoj strani.
Nastala je kada je lokalni baskijski vođa Íñigo Arista od Pamplone izabran ili proglašen za kralja Pamplone (tradicionalno 824. godine) te vodio uspješnu pobunu protiv tadašnjih franačkih vlasti.
Južni dio kraljevstva je osvojila Kruna Kastilije 1513. godine, i otada je postao dio ujedinjene Španjoske. Sjeverni dio je sačuvao neovisnost, ali je 1589. s Francuskom ušao u personalnu uniju nakon što je navarski kralj Henrik III. naslijedio francusko prijestolje kao kralj Henrik IV., a godine 1620. je i formalno uklopljen u Kraljevinu Francusku.

## Etimologija
Postoje slični raniji toponimi, ali prva dokumentacija na latinskom "navarros" pojavljuje se u Einhardovoj kronici o podvizima Karla Velikog (Vita Karoli Magni). Kraljevski franački anali istog autora pak spominju oblik  "nabarros". Postoje dvije predložene etimologije za ime Navarra/ Nafarroa/ Naparroa:
- baskijska riječ  nabar (u absolutivu jednine  nabarra): "smeđe", "višebojno" (što bi bilo kontrast sa zelenim planinskim krajevima sjeverno od izvorne grofovije Navarra).
- baskijska riječ  naba / kastiljanski "nava" ("dolina", "ravnica", prisutna u cijeloj Španjolskoj kao u Las Navas de Tolosa) + baskijka riječ  "herri" ("ljudi", "zemlja").

Katalonski jezikoslovac Joan Corominas ne smatra da je riječ "naba" jasno i isključivo baskijska nego kao dio šireg predrimskog suptstrata.

## Rana povijest
Kraljevstvo Pamplona/Iruña, kasnije Navara bila je dio tradicionalnog teritorija Vaskonaca, pred-rimskog plemena koje se nalazilo na južnoj padini zapadnih Pirineja i dijelu obale Biskajskog zaljeva. Područje   potpuno osvajaju Rimljani 74 godine prije Krista. Ono je isprva bilo dio rimske provincije Hispania Citerior, a onda Tarraconensis. Nakon toga je bilo dio conventus Caesaraugustanus. Rimsko Carstvo je utjecalo na područje u urbanizaciji, jeziku, infrastrukturi, trgovini i industriji.
Nakon pada Zapadnog Rimskog Carstva, ni Vizigoti ni Arapi nisu uspjeli trajno zauzeti zapadne Pirineje. Zapadni Pirenejski prolazi bili su jedini koji su omogućavali dobar tranzit kroz planine, osim onih kroz južne Pirinejima. Zbog toga je ovo područje kroz povijest bilo strateški važno.
Franci su pod Karlom velikim proširili svoj utjecaj i kontrolu na jug, zauzevši nekoliko regija na sjeveru i istoku Iberijskog poluotoka. Nije jasno koliko je bila čvrsta franačka vlast nad Pamplonom. Dana 15. kolovoza 778., nakon što je u povlačenju Karlo srušio zidove Pamplone, baskijske trupe su uništile njegov zaštitni odred, na čelu s Rolandom, u sučeljavanju na planinskom prolazu poznatom u povijesti kao Bitka kod Roncesvallesa.
Kao odgovor na to, kordopski emirat je pokrenuo pohod kako bi taj kraj podredio svojoj vlastite su godine 781. porazili lokalnog vođu zvanog ibn Balask ("sin Velasca"). Emirat je postavio Muwallad guvernera, imenom Mutarrif ibn Musa, u Pamploni. Iste godine baskijski vođa Jimeno 'jaki' podložio se emirovoj vlasti.
Godine 799., Mutarrif ibn Musa je ubijen od strane pro-franačke frakcije čiji vođa Velasco je stekao kontrolu u regiji. Godine 806. i 812. Pamplona je pala pod franačku vlast. Zbog teškoća u zemlji, franački vladar nije mogao obratiti punu pozornost na rubni jugozapad te se zemlja postupno u potpunosti izvukla iz njihove vlasti. Emirat je također pokušao uspostaviti svoju kontrolu u regiji, te je godine 816. vodio bitku protiv "neprijatelja Alaha" zvanog Balask al-Yalaski (Velasco gaskonski), koji je ubijen zajedno s Garciom Loupom, bratom Alfonsa II. od Asturije, Sanchom, prvim vitezom od Pamplone, i Saltanom, prvim vitezom Mayusa (pogana).

## Kraljevstvo

### Dolazak na Vlast Eneka Aritze
Također, godine 816., Ludovik Pobožni odlučio je ukloniti buntovnog Seguina kao vojvodu od Gaskonje. Pobunjenik Garcia Jiménez se pojavio na njegovom mjestu te je ubijen godine 818. Ludovikov sin Pepin, tada kralj Akvitanije, uništio je vaskonsku pobunu u Gaskonji. Potom je progonio poglavare, koji su izbjegli u južnu Vaskoniju, odnosno Pamplonu i Navarru, koja više nije bila pod kontrolom Franaka. On je poslao preko vojsku na čelu s grofovima Aeblusom i Aznar-Sanchezom (posljednji je imenovan za kneza, ali ne i vojvodu, Gaskonje od strane Pipina nakon suzbijanja ustanka u vojvodstvu), ostvarujući njihove ciljeve bez otpora u Pamploni (koja i dalje nije imala gradske zidine nakon uništenja godine 778.). Međutim, na putu natrag, oni su upali u zasjedu i poraženi u Roncesvauxu vjerojatno od strane zajedničkih vaskonsko-muslimanskih snaga. Baskijski poglavica Eneko Aritza je preuzeo vlast. Tradicija kaže da je bio izabran za kralja Pamplone godine 824., čime se uspinje dinastija kraljeva u Pamploni koja će trajati četiri godine.
Pamplona i Navara su bile dvije zasebne cjeline. Pamplona je navedena godine 778. u franačkim zapisima kao navareško uporište, što se može svesti na njihovo nejasno znanje o vaskonskom teritoriju. Oni ističu Navaru i Pamplonu kao vaskonski glavni grad godine 806., (" in Hispania, vero Navarensis et Pampelonensis"), dok Kronika Fontenelle citira" Induonis et Mitionis, ducum Navarrorum". Primitivnu Navaru možda čine doline Goñi, Gesalaz, Lana, Allin, Deierri, Berrueza i Mañeru, koje su kasnije formirale merindad Estella.

### Najranije razdoblje
Godine 905., dinastija koju je osnovao Eneko Aritza je srušena kroz makinacije susjednih knezova, a Sancho I. Garcés (905. – 925.), nećak grofa od Ribagorze, bio je postavljen na prijestolje. On se borio protiv Maura s ponovljenim uspjehom i pridružio Ultra-Puertos tj. današnju Donju Navaru vlastitim dominionima, također šireći svoje teritorij do Najere. Kao zahvalu za svoje pobjede, on je osnovao godine 924. samostan Albelda. Prije svoje smrti, on je protjerao sve Maure iz zemlje. Njegov sin i eventualni nasljednik, Garcia Sanchez I. (931. – 970.), koji je imao podršku svoje energične i diplomatske majke Tode (Teude) Aznárez iz linije Aritza, isto tako je sudjelovao u brojnim sukobima s Maurima. U tom trenutku, grofovija Aragon, prethodno samo vazalna država, došla je pod izravnu vlast kraljeva Pamplone.
Kronika Albelda (čije je zadnje ažuriranje bilo 976.) ocrtava po prvi put proširenje Kraljevine Pamplone godine 905. Proširena je do Najere i Arbe (vjerojatno Araba ). Neki povjesničari smatraju da je to sugerira da je uključivala i zapadnu Baskiju, kao i:
| „ | In era DCCCCXLIIII surrexit in Panpilona rex nomine Sancio Garseanis. Fidei Xpi inseparabiliterque uenerantissimus fuit, pius in omnibus fidefibus misericorsque oppressis catholicis. Quid multa? In omnibus operibus obtimus perstitit. Belligerator aduersus gentes Ysmaelitarum multipficiter strages gessit super Sarrazenos. Idem cepit per Cantabriam a Nagerense urbe usque ad Tutelam omnia castra. Terram quidem Degensem cum opidis cunctam possideuit. Arbam namque Panpilonensem suo iuri subdidit, necnon cum castris omne territorium Aragonense capit. Dehinc expulsis omnibus biotenatis XX' regni sue anno migrauit a seculo. Sepultus sancti Stefani portico regnat cum Xpo in polo (Obiit Sancio Garseanis era DCCCCLXIIII (A marg.)) | ” |
|   | |   |

| „ | U eri 944 [AD 905] u Pamploni se uzdigao kralj po imenu Sancio Garseanis. Bio je čovjek od neraskidive odanosti vjeri Kristovoj, pobožan sa svima, vjeran i milosrdan sa potlačenih katolika. Što više? U svim svojim djelima on je nastupao kao veliki borac protiv naroda Ismailita; nanio je više nesreća Saracenima. Taj isti je zarobio sva utvrđena mjesta u Kantabriji, od grada Najere do Tudele. Doista je posjedovao svu zemlju Degium [Monjardín, u blizini Lizarra] sa svojim gradovima. "Arbuod Pamplone je podložio svom zakonu, i osvojio također svu zemlju od Aragona [tada Jaca i susjedni krajevi] s njihovim utvrdama. Kasnije, nakon što je suzbio sve nevjernike, u dvadesetoj godini svoje vladavine je napustio ovaj svijet. Pokopan je u portalu svetog Stjepana [Monjardín], on vlada s Kristom u nebu (kralj Sancho Garcés umro u eri 964 [925] (bilješka na rubu)). | ” |
|   | |   |

Godine 934., Abd - ar - Rahman III.  je intervenirao u kraljevstvu, započevši razdoblje čestih kaznenih kampanja iz Córdoba i pokoravanja Pamplone. Sin Garcie Sancheza, Sancho II. Garces, s nadimkom Abarca, vladao je kao kralj Pamplone 970. – 994. Oko 985. Sancho II. Garces je prešao Pireneje da bi došao u Gaskonju, kojom su harali Normani, vjerojatno zbog spašavanja svog šogora Vilima Sáncheza, ali se morao vratiti natrag na vijesti o muslimanskom napadu na Pamplonu. Prolazi su, međutim, bili pod snijegom, ali ekspedicijske snage su imale neke odgovarajuće cipele ("Abarca" u baskijskom) za prelazak planine, što im je omogućilo uhhvatiti muslimanske napadače na iznenađenje i pobijediti ih, pa mu je stoga ostao taj nadimak.
Historia general de Navarra autora Jaimea del Burga kaže da povodom donacije vili Alastue strane kralja Pamplone u samostanu San Juan de la Peña u 987, on se oslovio kao " kralj Navare ", i bio prvi koji je koristio taj naslova. Na mnogim mjestima se spominje kao prvi kralj Navare, a u drugim kao treći. Kako god, međutim, on je bio barem sedmi kralj Pamplone.
Pod Sanchom III. Velikim (vladar od 1000/4 do 1035.) i njegovim neposrednim nasljednicima, Pamplona je dosegla vrhunac svoje moći i opsega. Navara se pridružila kršćanskoj koaliciji koja je godine 1002. porazila i ubila Al- Mansura ibn Ebi Aamira, što je dovelo do građanskog rata koji je na kraju rezultirao raspadom kordopskog kalifata, zamijenivši dominantnu silu na poluotoku sa zbirom neučinkovitih taifa država i oslobađajući Navaru od stalnih vojnih pohoda i plaćanja danka. Naslijedivši Pamplonu, uključujući i Aragon, Sancho III. je osvojio Ribagorzu i Sobrarbe, koje su bile raseljene od prekida maurske kontrole. Manjina Garcíje Sáncheza od Kastilje prisilila je grofoviju Kastilju na podložnost navareškom Sanchu, grofovom šogoru. Garcijino ubojstvo iz 1028. omoućilo je Sanchu imenovanje svog mlađeg sina Ferdinanda kao grofa. Također je proširio protektorat nad Gaskonjom. Stekao je zemlju Pisuergu i Ceu, koja je pripadala Kraljevini León, i odveo vojsku u marš u srce tog kraljevstva prisiljavajući kralja  Bermuda III. na bijeg u Galiciju. Sancho na taj način praktički vladao sjeverom Iberije od granica Galicije do grofovije Barcelone.

### Razdioba teritorija Sanča III.
Za svog najvećeg opsega Kraljevstvo Navarra je uključivalo čitavu suvremenu pokrajinu Navarru; sjeverne padine zapadnih Pirineja pozvaneod Španjolaca, ultra puertos ( " zemlja izvan planinskih prijevoja " ) ili Francuska Navarra ; Baskijske pokrajine Španjolskoj i Francuskoj; Bureba ,dolinu između baskijskih planine i Montes de Oca na sjeveru Burgosa, a Rioja i Tarazona u gornjoj dolini Ebra. Na samrti, Sancho je podijelio svoje posjede među svoja četiri sina.  Država Sancha Velikog nikada više nije bila ujedinjena (do Ferdinanda Katoličkog): Kastilja je trajno spojena s Leonom, dok je Aragon proširio svoj teritorij, pridruživši Kataloniju brakom.
Od Sanchovih sinova, Garcia od Najere naslijedio je kraljevstvo Pamplonu i pripojio joj istočni dio grofovije Kastilje (u blizini Burgosa i Santandera ) Ostatak Kastilje i zemlju između Pisuerge i Cea dobio je najstariji sin Fernando. Gonzalo je dobio Sobrarbe i Ribagorzu. Zemlja u Aragonu je dodijeljena nezakonizom sinu Ramiru.
Mlađi sin Ferdinand I. Naslijedio je umanjenu grofoviju Kastilje, ali nakon stjecanja Kraljevstva León, on je koristio titulu kralja Kastilje, te je povećao je svoj carstvo na različite načine (vidi Kraljevstvo Kastilje ).
Nezakoniti sin Sancha III., Ramiro de Aragon, osnovaoje navarešku dinastiju Aragona.
García ,najstariji zakoniti sin, trebao je biti feudalni vladar svojee braće, no on je ubrzo isprovocirao svoju braću, što je dovelo do prve podjele kraljevstva nakon njegove smrti u bitci kod Atapuerce, godine 1054.

### Crkveni poslovi
U tom razdoblju od neovisnosti, crkveni poslovi u zemlji su postigli visok stupanj razvoja. Sancho Veliki je odrastao u Leyri, koja je kratko vrijeme bila sjedište biskupije Pamplone. Uz to, postojala je biskupija Oca, koja je ujedinjena godine 1079. s biskupijom Burgos. Godine 1035. Sancho Veliki ponovno uspostavlja Sjedište Palencia, koje bilo opustošeno u vrijeme maurske invazije. Kada je godine 1045. grad Calahorru oduzet od Maura, pod čijom je vlasti bio više od tri stotine godina, i tu je osnovano sjedište koji je u istoj godini apsorbira biskupiju Najera te, godine 1088, biskupiju Alava, čije je područje obuhvaćalo sadašnju biskupiju Vitoria. Sancho Veliki je također zaslužan za obnovu biskupije u Pamploni, s ciljem kojeg je sazvao je sinodu u Leyra 1022., i drugu u Pamploni godine 1023. Ove sinode su isto tako pokrenule reformu crkvenog života s gore navedenim samostanom kao centrom.

### Komadanje Navare

#### Prva podjela
García Sánchez III. ( 1035. – 1054. ) uskoro se našao u borbi protiv svoje braće, pogotovo ambicioznog Ferdinanda od Kastilje. Umro je boreći se protiv njega u Atapuerci, u blizini Burgosa, tada granici Pamplone.
Naslijedio ga je Sancho IV. (1054. – 1076.) od Peñaléna, koji je ubijen od strane svoje braće. Ovaj zločin izazvao dinastičku krizu koju su kastiljanski i aragonski vladari koristili za svoju korist.
Kraljevski naslov bio je prenesen na aragonsku liniju, ali Kastilja je brzo pripojila dvije trećine carstva od povijesne granice Atapuerca-Santander do nejasne razdijeljne linije u dolini Ega, u blizini Estelle.
U ovom razdoblju Aragonske dominacije prvi put povijesno spominje ime Navarra/Nafarroa,  odnoseći se u početku na grofoviju koja je činila samo središnji dio suvremene Navare.
Tri aragonska vladari, Sancho Ramirez ( 1076. – 1094. ) i njegov sin Pedro Sanchez ( 1094-1104 ) osvojili su Huescu, Alfonso "Borac", 1104. – 1134., brat Pedra Sancheza, osigurao zemlji njenu najveću teritorijalnu ekspanziju. On oduzima Tudelu od Maura (1114.), ponovno zauzima cijelu Bureba, koju je Navarra izgubila godine 1042., i napredovao u današnju provinciju Burgos. Rioja, Najera, Logroño, Calahorra i Alfaro su mu također bili podređeni. On je također pripojio Lapurdiju, s njenom strateškom lukom Bajonom, ali je izgubio njenu obalnu polovicu ubrzo nakon toga. Ostali dio je ostao u sklopu Navare od tada te na kraju postao poznat kao Donja Navarra.

#### Obnova
Ovaj status quo stajala dva desetljeća dok Alfonso "Borac", umirući bez nasljednika, nije odlučio dati svoju carstvo vojnim redovima, posebno templarima. Ova odluka je odbačena od strane sudova (skupština) i Aragona i Navare, koji su tada izabirali odvojene kraljeve.
García Ramírez, poznat i kao Obnovitelj, bio je prvi kralj Navare koristiti takav naslov. On je bio knez od Monzona,unuk Rodrigo Diaz de Vivar, zvanog El Cid, i potomak nelegitimnog linije kralja Garcíje Sáncheza III. On i njegov sin Sancho mudri su se borili protiv Kastilje (a ponekad i protiv Aragona) za povratak povijesnog teritorija Pamplone.
Godine 1177.,spor je podnesen na arbitražu Henriku II. od Engleske. U Navari su temeljili svoje tvrdnje o dokazanoj volje mještana i povijesti, Kastilijanci na zaslugama u križarskim ratovima. Engleska dodjeljuje svakoj strani on što su već zapravo kontrolirali vojno u vrijeme: Navari su dali Alavu, Biskaju i Gipuskou a Kastilji pokrajinu La Rioja i druge zapadne zemlje.
Iako je arbitražna odluka bila ignorirana dvije godine, suprotstavljeni kraljevi su godine 1179. napokon pristali na mir pod tim istim uvjetima.
Sancho Garcia, poznat kao Sancho VI. "mudri " ( 1150. – 1194.), pokrovitelj učenja, kao i vrstan državnik, utvrdio je Navaru iznutra i izvana, dodjeljujući povelje (fueros) brojnim gradovima, i nikada nije bio poražen u bitci.
Bogati miraz od Berengarije, kćeri Sancha VI. i Blanche od Kastilje, učinio ju je poželjnom za Rikarda I. od Engleske. Njegova ostarjela majka, Eleanor od Akvitanije, prešla je Pirenejski prolaz kako bi otpratila   Berengariju na Siciliju te su se na kraju vjenčali Richarda na Cipru, 12. svibnja 1191. Ona je bila jedina kraljica Engleske, koji nikada nije nogom kročila u Englesku.
Vladavina nasljednika Sancha Mudrog, posljednjeg kralja po muškoj liniji Sancha Velikog i kraljeva Pamplone, kralja Sancho VII. Jakog  ( Sancho El Fuerte ) (1194. – 1234.), bila je problematičnija. On je prisvojio prihode od crkava i samostana, darujući im zauzvrat važne povlastice. Godine 1198. on je predstavio biskupiji Pamplone svoje palače i posjede u tom gradu a taj dar je potvrdio papa Inocent III. 29 siječnja 1199.

#### Druga podjela
Međutim, godine 1199. Alfonso VIII. od Kastilje, sin Sancha III. od Kastilje i Blanche od Navare, odlučuje zaposjesti priobalnu Navarru, stratešku regiju koja će omogućiti Kastilji mnogo lakši pristup europskim tržištima vune te bi također izolirao Navarru, pokrenuo masovnu ekspediciju, dok je Sancho jaki bio na međunarodnom diplomatskom putovanja u Tlemcenu (moderni Alžir).
Gradovi Gazteiz i Treviño opirali su se kastiljanskim napadima, ali biskup Pamplone je poslan kako bi ih obavijestio da ne će stići nikakva pojačanja. Vitoria se zatim predala, no Treviño nije, da bi naposljetku bio osvojen oružjem.
Do 1200. osvajanje Zapadne Navare bilo je potpuno. Kastilja je fragmentima tog teritorija (iznimke su bile Treviño i Oñati kojima je izravno vladala Kastilja) jamčila pravo na samoupravu, na temelju njihovih tradicionalnih običaja (navareško pravo), koji su postali poznati kao fueros. Alava je pretvorena u grofoviju, Biskaja u kneževinu a Gipuskoa je postala samo pokrajina.

#### Kasno vladavina Sancha jakog
Najveća slava Sancha El Fuerte bilo je sudjelovanje u bitci kod Las Navas de Tolosa (1212.), gdje je, zbog njegove hrabrosti, postignuta odlučujuća pobjede savezničkih kršćana nad kalifom En-Nasirom. Povukao se i umro u el Encerrado. Njegova starija sestra Berengaria, kraljica Engleske, umrla bez djece, nekoliko godina ranije. Njegova preminula mlađa sestra Blanka, grofica od Šampanje, ostavila je sina, Teobalda IV. od Champagne.
Tako je Kraljevstvo Navare, iako su na njegovu krunu i dalje polagali pravo kraljevi Aragona, preneseno brakom na dinastiju Champagne, prvo baštinicima Blanke, koji su istovremeno bili i grofovi od Šampanje i Brie, uz potporu parlamenta Navare.

### Navarra u razvijenom srednjem vijeku
Theobald I.  je napravio od svog dvora centar u kojem je poezija trubadura s dvorova grofova Champagne bila dobrodošla i njegovana, a njegova vladavina bila mirna. Njegov sin, kralj Theobald II. (1253. – 1270.), oženio je Isabellu, kćer kralja Luja IX. francuskog i pratio svog punca na njegovu pohodu u Tunis. Na povratku kući, on je umro u Trappaniju na Siciliji i naslijedio ga je njegov brat, kralj Henrik I., koji je već preuzeo je uzde vlasti za vrijeme njegove odsutnosti, ali je vladao samo tri godine (1271. – 1274.) Njegova kći, kraljica Ivana I., stupila je na prijestolje kao maloljetnica, a zemlja je bila ponovno napadana sa svih strana. Kraljica i njezina majka, Blanche od Artois, potražile su utočište na dvoru kralja Filipa III Francuske. Njegov sin, budući kralj Filip IV. od Francuske, se zaručio za mladu vladaricu i oženio se njome godine 1284. Godine 1276, u vrijeme pregovora za ovaj brak, Navarra je praktički prešla pod francusku kontrolu.
Kraljevina Navara ostala je u personalnoj uniji s Kraljevinom Francuskom do smrti kralja Karla I.   (Karlo IV. od Francuske) godine 1328. Naslijedila ga je njegova nećakinja, kraljica Ivana II, kći kralja Ludovika I. ( Luj X . francuski), i nećak kralja Filipa III. Ivana je odustala od zahtjeva za francuskim prijestoljem i prihvatila kao naknadu za grofovije Champagne, Brie, Angoulême, Longueville i Mortain.
Kralj Filip III. se posvetio poboljšanju zakona zemlje, a pridružio se i kralju Alfonsu XI. od Kastilje u borbi protiv Maura godine 1343. Nakon smrti svoje majke (1349.), kralj Karlo II. preuzeo uzde vlasti (1349. – 1387.) On je igrao važnu ulogu u Stogodišnjem ratu i u francuskim građanskim nemirima u to vrijeme, i na račun njegove prijevare i okrutnosti je dobio prezime "wicked" (zao). On je stekao i izgubio posjede u Normandiji te kasnije, u doba njegove vladavine, navareška kompanija je stekla otočne posjede u Grčkoj.
Njegov najstariji sin, s druge strane, kralj Karlo III., zvani Plemeniti, dao je zemlji još jednom mirnu i sretnu vlast. (1387. – 1425.). Upregnuo je svoje snage u izvlačenje zemlje iz zaostalost, reformirao vladu, izgrađivao kanale, i učinio plovnima pritoke Ebra kroz Navarru. Kako je nadživio svoje zakonite sinove, naslijedila ga je njegov kćer, kraljice Blanche I. (1425. – 1442.), i zet, kralja Ivan II. (1397. – 1479.).

### Navarra pod dinastijom Foix-Albret i španjolsko osvajanje

#### Navarra pod dinastijom Foix-Albret
Nakon smrti kraljice Blanche I. Navarra godine 1441., Navarra je zaglibila u nastavak sporova oko kraljevskih nasljednika. Kralj Ivan II je vladao u Aragonu u ime svog brata Alfonsa V. od Aragona. Ostavio je svog sina, kralja Karla, princa od Viana, samo s činom guvernera, dok je kraljica Blanche predviđena ena za njegovu nasljednicu, kao što je bio običaj.  Godine 1450. Ivan II. se vratio u Navarru, te je zbog svoje ambiciozne druge supruge Juanu Enriquez nastojao pridobiti nasljedstvo za njihovog sina Ferdinanda.
Kao odraz međuklanskih sporova tijekom krvavog rata bandi u ostatku baskijskog teritorija, godine 1451 Navarra se podijelila u dva saveza oko kraljevskog nasljeđivanja što je imalo s posljedice kako unutar tako i izvan Navare : na Agramonte i Beaumonte. U nasilnom građanskom ratu koji je izbio, Agramonti su se udružili s Ivanom II., a Beaumonti - nazvani po njihovom vođi, kancelaru, Ivanu Beaumontu – podupirali su Karla, princa od Viana : 15 Gorštaci su bili na strani kneza, a u ravnicama su bili na strani kralja. Borbe su uključivale i veliku aristokraciju i njihove mlađe grane, što je podrivalo kraljevski autoritet.
Nesretni princ Karlo je poražen od svog oca godine 1451 kod   Aibara, i bio zatočen dvije godin, tijekom kojih je napisao svoju poznatu Kroniku Navare, glavni izvor znanja o tadašnjem razdoblju. Nakon puštanja na slobodu, Karlo je uzalud tražio pomoć od kralja Karla VII. od Francuske i njegovog strica Alfonso V. ( koji je boravio u Napulju ). Godine 1460. on je opet bio u zatvoru na nagovor svoje maćehe, ali Jatalonci su ustali u revolt na ovu nepravdu te je opet bio oslobođen i nimenovan za guvernera Katalonije. Umro je 1461., otrovan od svoje maćehe, majke kralja Ferdinanda II. Aragonskog Juane Enriquez, bez mogućnosti da preuzmu kraljevstva Navare. On je imenovan za nasljednika svoju sljedeću sestru, kraljicu Blanche II., ali je odmah bila zatvorena od strane Ivana II. i umrla godine 1464. Iako je ta epizoda građanskog rata dola na kraju, ona je otvorila   razdoblje nestabilnosti uključujući razdoblja borbi i ustanaka sve do španjolskog osvajanja 1512.
Po Karlovoj propasti godine 1461. Eleanor od Navare, grofica od Foixa i Béarna, proglašena je za princezu od Viana, ali nestabilnost je uzela danak - jugozapadni vrh Navare je bio okupiran od strane Henrika IV. od Kastilje, odnosno Sonsierra ( Oyon, Laguardia, u današnjoj Álavi ) i Los Arcos.  Sve je to bilo trajno izgubljeno za Navarru i pripojeno Kastilji ( 1463. ), a teritorijalne gubitke potvrdio je francuski kralj Luj XI. u Bajoni 23. travnja 1463. : 15
Ivan II je nastavio vladati kao kralj do 1479. kada ga je kraljica Eleanor naslijedila za samo 15 dana i umrla, ostavljajući krunu unuku,  Francisu Apolonu, ali Eleanorina smrt godine 1479. otvorila je još jedno razdoblje nestabilnosti. Eleanorina 13 godina stara unuka Katarina I. od Navare naslijedila je svog brata Francisa Apolona, u skladu s njegovom oporukom godine 1483. Kao maloljetnik ona je ostala pod skrbništvom svoje majke, Magdalene Valois, te je prošena od strane Ferdinanda Katoličkog. Međutim,  još jedan konkurent za prijestolje tvrdoglavo ju je pokušavao zaustaviti, Ivan od Foixa, vikont od Narbonne, šogor budućeg kralja Luja XII. od Francuske. Ivan Foix je čak sebi dao naslov kralja Navare i poslao diplomate Ferdinandu II. od Aragona u tom svojstvu, pozivajući se na francuski salijski zakon iako Navarra nije bila Francuska.
Pritisak je nastao na Katarininu regenticu Magdalena Valois zbog Katarinine maloljetnosti.  Ona se na kraju odlučio oženiti na 7 -godišnjeg Ivana Albreta, unatoč želji parlamenta Navare za Ivanom od Aragona, sinom Ferdinanda i Izabele.  Magdalena je tom odlukomn namjeravala spasiti svoje francuske posjede : 17
Međutim, mnogi u Navari su se umiješali i Beaumontova stranka se digla na ustanak, dok su se Agramonti podijelili oko braka. Ferdinand II od Aragona je pak ponovno razmatrao svoju diplomatsku politiku prema Navari. Kruna Navare je pribjegla diplomaciji, koja je bila njihova osnovna međunarodna politika. Oni su potpisali Sporazum iz Valencije 21. ožujka 1488. kojim je opet potekla trgovina između Navare i aragonsko-kastilskog tandema. Ipak, Ferdinand nije priznao Katarinu, nametnuo je prisutnost kastilskih vojnika u Navari. Navarezi su mrzili inkviziciju, iznuđeni prekogranični sud koji je potaknuo Ferdinand II., ali vrata Navare (Tudela )  su se konačno otvorila crkvenim ustanovama između 1486 i 1488. gurnuta prijetnjom aragonskih monarha. Međutima, još godine 1510. vlasti u Tudeli naredile protjerivanje redovnika ", nazivajući ga inkvizitorom. " 
Konačno, nakon kratkog razdoblja mira s Ferdinandom II. nakon potpisivanja sporazuma u siječnja 1494. u siječnju 1494. održana je krunidba kraljevske obitelji u Pamploni. Vladari Katarina I. i Ivan III. obvezali su se da će poštovati navareške slobode Navare, a proglašenje se slavilo s tjedan dana dugim festivalom, a svečanosti nisu prisustvovali na aragonski biskupi s nadležnošću u Navari. Tijekom tog razdoblja,  monarhiju Navara-Béarn je definirano diplomat cara Maksimilijana I. zvani Müntzer kao naciju poput Švicarske : 16
U gore navedenom sporazumu postignutom s navareškim vladarimaa, kralj Ferdinand II odrekao se danka ili dopuštenja za rat s Navarom ili Béarnom iz Kastilje, ali pokušaj vraćanja kraljevske vlasti i baštine susreo se s otporom prkosnog grofa Lerina Louisa od Beaumonta, čije imanja su bila zaplijenjena.
Katarina skrbnica i skrbnica Ivana III. Magdalena Valois je umrla godine 1495. a Ivanov otac Alain I. je potpisao još jedan ugovor s Ferdinandom, pri čemu je grof od Lerína treba odustati od Navare, primiti naknadu u nekretninama i raznim enklavama u nedavno osvojenoj Granadi. Međutim, u zamjenu za to, Alain je napravio niz bolnih ustupaka : Ferdinand primio nasljedstvo grofa Lerína, a ovaj je dobio kontrolu nad važnim utvrdama diljem Navari, uključujući čuvanje garnizona u Oliteu u srcu kraljevstva. I ne samo to: jednogodišnja kći kraljice Katarinine, Magdalena, je trebala biti poslana i odgajana u Kastilji s planiranim budućim brakom, što je i učinjeno - ona je preminula u Kastilji 1504. :18 - 19 Međutim, u sljed daljnjih događanja u Francuskoj, cijeli ugovor je godine 1500. poništen, a s Ferdinandom od Aragona je postignut drugi kompromis koji je tako osigurao mir za još 4 godine.

#### Španjolsko osvajanje
Ferdinand Katolički je 1512. bio i kralj Aragona i regent Kastilje. Kada je papa Julije II. proglasio Svetu ligu protiv Francuske krajem 1511., Navara je pokušala ostati neutralna. Ferdinand je to iskoristio kao izgovor za napad na Navaru, osvojivši je dok je njezin potencijalni zaštitnik Francuska bila opsjedana od strane Engleske, Venecije i i Ferdinandovih talijanskih vojski.
Bilo je nekoliko pokušaja oslobađanja iberijske Navare od kastilske vlasti nakon invazije (1512.),  osobito neodlučni pokušaj rekonkviste godine 1516. i punopravni francusko-navareški pohod godine 1521. Svi su bili poraženi od Španjolaca, a sukobi su zaustavljeni na sjeveru Pirineja godine 1528., kada su se španjolski vojnici povukli iz onoga što je danas Donja Navarra. Sporazumom iz Cambraia između Španjolske i Francuske 1529.  Zapečaćena je podjela Navare duž Pireneja, dok je neovisna Kraljevina Navarra preživjela u Donjoj Navari gdje su nastavili vladati nasljednici Albretsa ujedinjena sa svojim kneževine Béarn, pokazujući bliske veze s Francuskom.

#### Neovisna Navara sjeverno od Pirineja
Mali dio Navare sjeverno od Pirineja, Donja Navara, zajedno sa susjednom kneževinom Béarn preživio je kao samostalno kraljevstvo. Navara je dobila od kralja Henrika II., sina kraljice Katarine i kralja Ivana III., predstavničku skupštinu, gdje je kler zastupao biskup od Bayonne i Daxa, njihov glavni vikar, župnik iz St-Jean-Pied-de-Port (Donibane Garazi), i priori od Saint-Palaisa (Donapaleu),  d'Utziata i Haramplesa.
Kraljica Ivana III. je prešla godine 1560. na kalvinizam godine 1560. i, posljedično, potaknula je prijevod Biblije na baskijski jezik (napravio ga je Joannes Leizarraga) što je bila jedna od prvih knjiga objavljenih na tom jeziku. Ona i njezin sin, Henrik III., predvodili su hugenotsku stranku u francuskim vjerskim ratovima. Godine 1589., Henrik je postao jedini zakoniti potraživač krune Francuske, premda nije bio priznat kao takav od strane mnogih svojih podanika dok nije prešao na katoličanstvo četiri godine kasnije.
Kada su Lapurdija i Gornja Navara bili potreseni baskijskim suđenjima vješticama 1609. i 1610.  mnogi su tražili utočište u Donjoj Navari. Posljednji neovisni kralj Navare, Henrik III. (vladao 1572. – 1610.), dospio je na prijestolje Francuske kao Henrik IV. 1589., osnovavši dinastiju Bourbon. Godine 1620., Donja Navara i Béarn su priključeni u užu Francusku od strane Henrikova sina Luja XIII. od Francuske. Pirenejskim sporazumom iz 1660. završen je spor oko francusko-španjolske granica i bilo kakve mogućnosti francusko-navareških dinastičkih zahtjeva oko španjolske Navare. Naslov kralja Navare i dalje će se koristiti od strane francuskih kraljeva sve do Francuske revolucije 1792., te ponovno oživjeti tijekom restauracije monarhije, 1814. – 1830. Budući da je ostatak Navare bio u španjolskim rukama, kraljevi Španjolske su također  (do 1833.) nosili naslov kralja Navare.

## Kruna i kraljevstvo
Kako je Kraljevina Navarra izvorno bila organizirana, bila je podijeljena u merindades (okruge/županije) kojima je upravljao merino ( " mayorino ", šerif), predstavnik kralja. Oni su bili" Ultrapuertos " ( Francuska Navarra ), Pamplona, Estella, Tudela i Sangüesa. Godine 1407. dodana je merindad Olite. Cortes Navare je u početku bio kao kraljevsko vijeće od crkvenih službenika i velikaša, ali tijekom 14. stoljeća dodana je i buržoazija. Njihova prisutnost je bila s obzirom na činjenicu da je kralj trebao njihovu suradnju kako bi se prikupio novac bespovratnim sredstvima i pomoćima, što je bio napredak koji se paralelno događao u Engleskoj.
Cortes se odsad sastojao od crkvenih ljudi, plemića i predstavnika dvadeset sedam ( poslije trideset osam ) "dobrih gradova" - gradova koji su bili slobodni od feudalnog gospodara i prema tome,  izravno podređeni kralju. Neovisnost su stanovnici bolje osigurali u Navari nego u drugim parlamentima Španjolske pomoću ustavne vladavine koji je zahtijevala pristanak većine na svaki akt koji je donio Cortes. Tako građani nisu mogli biti preglasani od strane plemića i Crkve, kao što se događalo drugdje. Čak i u 18. stoljeću Navarezi su se uspješno opirali bourbonskim pokušajima utvrđivanja carinarnica na francuskoj granici koja je dijelila francusku od španjolske Navare. 
Institucije Navare koje su zadržale svoju autonomiju sve do 19. stoljeća uključivale su Skupštinu, kraljevsko vijeće, Vrhovni sud i Diputacion del Reino. Slične institucije su postojale u Kruni Aragona (u Aragonu, Kataloniji i Valenciji) sve do 18. stoljeća. Španjolskog monarha je zastupao potkralj, koji je mogao uložiti prigovor na donesene odluke.
Tijekom tog razdoblja Navarra je uživala poseban status unutar španjolske monarhije. Imala je svoju skupštinu, porezni sustav i zasebne carinske zakone.

## Kasnija povijest i kraj fuerosa
U doba Pirinejskog rata i poluotočkog rata, Navarra je bila u dubokoj krizi zbog španjolske kraljevske vlasti, što je uključivalo španjolskog premijera Manuela Godoya, koji se ogorčeno protivio baskijskim poveljama, njihovoj autonomiji i održavao visoke namete na Ebro carinarnicama kako bi ometao Navareze, kao i ostale Baske. Jedini izlaz za Navareze je bilo povećanje trgovine s Francuskom, koja je pak potaknula uvoz buržoazije i modernih zamisli. Međutim, prosvijetiteljski, građanski krugovi jaki u Pamploni i ostalim baskijskim gradovima kao što je Donostia - na kraju su bili ugušeni u navedenim ratovima.
Nakon francuskog poraza jedini pokret koji je podržavao navarešku samoupravu bio je Ferdinand VII. Kralj je imao vezu s drevnim režimom, za razliku od liberalnog Ustava iz Cadiza (1812.), koji je zanemario navareške i baskijske fuerose kao i sve različite identitete u Španjolskoj, odnosno "različite Španjolske", kako se smatralo prije 19. stoljeća.
Tijekom Napoleonskih ratova, mnogi u Navari su se skrivali kako bi izbjegavali porezne namete i vojne zloporabe nad imovinom i ljudima tijekom vojnih pohoda, bilo da se radilo o francuskoj, engleskoj ili španjolskoj vojsci. Te stranke su posijale sjeme za kasnije paravojne postrojbe u karlističkim ratovima koje su djelovale pod različitim zastavama, najčešće za karliste ali bilo je i onih za liberale. Međutim, nakon što je lokalna, uglavnom urbana prosvijetiteljska buržoazija potisnuta od španjolskih vlasti i prikočena za francuske despotske vladavine tijekom okupacije, najodaniji katolici su se uzdigli u Navari, došavši mnogo pod klerikalni utjecaj. To, i odbojnost zbog gubitka njihove autonomije godine 1833. tumači se kao uzrok snažne potpore mnogih Navareza karlističkoj stvari.
Godine 1833., Navarra i cijela Južna Baskija u Španjolskoj su postala glavno uporište karlista, ali nakon primirja 31. kolovoza 1839., Izabela II. je priznata kao kraljica a Navara nije bila više kraljevstvo nego samo još jedna španjolska pokrajina. U zamjenu za odustajanje od samouprave, Navarezi su dobili Zakon o kompromisu (Ley Paccionada) 1841., skupljanje poreza, administrativne i druge povlastice, čiji je duh čuvao zamisao o kompromisu između dvije jednake strane, a ne izdana povelja.

## Španjoska pokrajina
Kao nagradu za nihovu podršku u španjolskom građanskom ratu, Franco je dopustio Navari, kao i Alavi, zadržavanje tijekom diktature nekih povlastica koje su podsjećale na drevne navareške feudalne povelje.

## Teritorij danas
Teritorij nekad poznat kao Navarra sada pripada dvjema suverenim državama, Španjolskoj i Francuskoj. Baskijski jezik se još uvijek govori u većini pokrajina. Danas, Gornja Navara je autonomna zajednica Španjolske a Donja Navara je dio francuskog departmana Atlantski Pireneji.  Ostali bivši navareški teritoriji su u sastavu nekoliko autonomnih zajednica Španjolske: autonomne zajednice Baskije, La Rioje, Aragona te Kastilje i Leona.